# 門沢橋
門沢橋（かどさわばし）は、神奈川県海老名市の地名。現行行政地名は門沢橋一丁目から門沢橋六丁目および住居表示未実施の大字門沢橋からなる。

## 地理
市内南西端の相模川左岸、相模平野のほぼ中央部に位置する。地内西部は住宅地、南東部は工場が多い一方、北東部には水田も見られる。
北で中野、東で本郷、南で高座郡寒川町倉見、相模川をはさんで西で厚木市戸田、北西で厚木市酒井とそれぞれ隣接し、特記がないものは海老名市とする。北東から反時計回りに一丁目 - 六丁目が存在し、西端に住居表示未実施地域がある。

### 面積
面積は以下の通りである。
| 大字・丁目   | 面積（km2） |
| ------------ | ----------- |
| 門沢橋       | 0.41        |
| 門沢橋一丁目 | 0.24        |
| 門沢橋二丁目 | 0.18        |
| 門沢橋三丁目 | 0.12        |
| 門沢橋四丁目 | 0.15        |
| 門沢橋五丁目 | 0.10        |
| 門沢橋六丁目 | 0.23        |
| 計           | 1.43        |

### 河川
- 相模川
- 永池川 - 地内を北東から南西へ流れる。

### 地価
住宅地の地価は、2023年（令和5年）1月1日の公示地価によれば、門沢橋5-7-14の地点で12万7000円/m2となっている。

## 歴史

### 地名の由来
永池川が相模川と合流する河口にあたることに由来。かつて河口に架けられた橋が門川橋と名付けられ、それが門沢橋に転じたという。
なお、現在は神奈川県道46号の旧道が永池川を渡る橋が門沢橋と名付けられている（北緯35度24分18.2秒 東経139度22分52.8秒 / 北緯35.405056度 東経139.381333度）。

### 沿革
- 江戸時代 - 高座郡門沢橋村成立。
- 1868年（明治元年） - 門沢橋村、神奈川府を経て神奈川県に所属。
- 1889年（明治22年）4月1日 - 町村制施行により高座郡有馬村大字門沢橋となる。
- 1955年（昭和30年）7月20日 - 有馬村が海老名町と合併し、海老名町の大字となる。
- 1971年（昭和46年）11月1日 - 海老名町が市制施行し、海老名市となる。
- 1994年（平成6年）7月6日 - （株）小室組寄宿舎（門沢橋）にて火災が発生、8名が焼死した。当時15歳の少年が放火を自供した。
- 2007年（平成19年）2月13日 - 西部を除き住居表示実施。門沢橋一丁目 - 六丁目成立[6]。

### 町名の変遷
| 実施後       | 実施年月日    | 実施前     |
| ------------ | ------------- | ---------- |
| 門沢橋一丁目 | 2007年2月13日 | 大字門沢橋 |
| 門沢橋二丁目 | 2007年2月13日 | 大字門沢橋 |
| 門沢橋三丁目 | 2007年2月13日 | 大字門沢橋 |
| 門沢橋四丁目 | 2007年2月13日 | 大字門沢橋 |
| 門沢橋五丁目 | 2007年2月13日 | 大字門沢橋 |
| 門沢橋六丁目 | 2007年2月13日 | 大字門沢橋 |

## 世帯数と人口
2023年（令和5年）1月1日現在（海老名市発表）の世帯数と人口は以下の通りである。なお、大字門沢橋の人口は不明なため、省略とする。
| 丁目         | 世帯数    | 人口    |
| ------------ | --------- | ------- |
| 門沢橋一丁目 | 68世帯    | 190人   |
| 門沢橋二丁目 | 728世帯   | 1,689人 |
| 門沢橋三丁目 | 487世帯   | 1,197人 |
| 門沢橋四丁目 | 563世帯   | 1,215人 |
| 門沢橋五丁目 | 379世帯   | 928人   |
| 門沢橋六丁目 | 227世帯   | 504人   |
| 計           | 2,452世帯 | 5,723人 |

### 人口の変遷
国勢調査による人口の推移。
| 年                 | 人口  |
| ------------------ | ----- |
| 1995年（平成7年）  | 4,488 |
| 2000年（平成12年） | 4,597 |
| 2005年（平成17年） | 4,759 |
| 2010年（平成22年） | 5,083 |
| 2015年（平成27年） | 5,292 |
| 2020年（令和2年）  | 5,649 |

### 世帯数の変遷
国勢調査による世帯数の推移。
| 年                 | 世帯数 |
| ------------------ | ------ |
| 1995年（平成7年）  | 1,463  |
| 2000年（平成12年） | 1,590  |
| 2005年（平成17年） | 1,730  |
| 2010年（平成22年） | 1,871  |
| 2015年（平成27年） | 2,071  |
| 2020年（令和2年）  | 2,350  |

## 学区
市立小・中学校に通う場合、学区は以下の通りとなる（2022年12月時点）。
| 大字・丁目   | 番地 | 小学校                 | 中学校               |
| ------------ | ---- | ---------------------- | -------------------- |
| 門沢橋       | 全域 | 海老名市立門沢橋小学校 | 海老名市立有馬中学校 |
| 門沢橋一丁目 | 全域 | 海老名市立門沢橋小学校 | 海老名市立有馬中学校 |
| 門沢橋二丁目 | 全域 | 海老名市立門沢橋小学校 | 海老名市立有馬中学校 |
| 門沢橋三丁目 | 全域 | 海老名市立門沢橋小学校 | 海老名市立有馬中学校 |
| 門沢橋四丁目 | 全域 | 海老名市立門沢橋小学校 | 海老名市立有馬中学校 |
| 門沢橋五丁目 | 全域 | 海老名市立門沢橋小学校 | 海老名市立有馬中学校 |
| 門沢橋六丁目 | 全域 | 海老名市立門沢橋小学校 | 海老名市立有馬中学校 |

## 事業所
2021年（令和3年）現在の経済センサス調査による事業所数と従業員数は以下の通りである。
| 丁目         | 事業所数  | 従業員数 |
| ------------ | --------- | -------- |
| 門沢橋一丁目 | 24事業所  | 287人    |
| 門沢橋二丁目 | 43事業所  | 366人    |
| 門沢橋三丁目 | 23事業所  | 203人    |
| 門沢橋四丁目 | 32事業所  | 135人    |
| 門沢橋五丁目 | 17事業所  | 52人     |
| 門沢橋六丁目 | 53事業所  | 606人    |
| 計           | 192事業所 | 1,649人  |

### 事業者数の変遷
経済センサスによる事業所数の推移。
| 年                 | 事業者数 |
| ------------------ | -------- |
| 2016年（平成28年） | 198      |
| 2021年（令和3年）  | 192      |

### 従業員数の変遷
経済センサスによる従業員数の推移。
| 年                 | 従業員数 |
| ------------------ | -------- |
| 2016年（平成28年） | 1,451    |
| 2021年（令和3年）  | 1,649    |

## 交通
地内を通るバス路線は海老名コミュニティーバスがある。

### 鉄道
- JR相模線 - 門沢橋駅

### 道路
高速道路
- 首都圏中央連絡自動車道（圏央道、さがみ縦貫道路） - 二丁目・三丁目と住居表示未実施地域の境界をなす。
- 新東名高速道路 - 地内北西部から相模川を渡り厚木市方面へ向かう。
上記2路線は地内の海老名南JCTで接続。

主要地方道
- 神奈川県道22号横浜伊勢原線 - 地内を東西に走る。一丁目・二丁目と三丁目・四丁目・六丁目の境界をなす。
- 神奈川県道46号相模原茅ヶ崎線 - 地内を南北に走る。地内南部で旧道と新道の2経路に分岐する。

## 施設
門沢橋（住居表示未実施）
- 海老名南ジャンクション
- 戸沢橋

門沢橋一丁目
- 海老名市立門沢橋小学校
- 海老名市立有馬図書館
- 海老名市立門沢橋コミュニティセンター

門沢橋二丁目
- 門沢橋駅
- ユーコープ門沢橋店(2023年9月31日閉店済み)
- 門沢橋自治会館
- OYUGIWA（イオンファンタジーが運営するスーパー銭湯。旧 都の湯）
- 門沢橋第一児童公園[16]

門沢橋三丁目
- 門沢橋新田第一児童遊園[16]
- 門沢橋新田第二児童遊園[16]
- 戸田の渡し跡

門沢橋四丁目
- 浄久寺
- 正覚寺延命院
- 渋谷神社
- 下原天満宮

門沢橋五丁目
- 門沢橋平泉公園[16]

門沢橋六丁目
- 神部ばら園
- ケーエルサービス東日本 湘南営業所

## その他

### 日本郵便
- 郵便番号 : 243-0426[3]（集配局 : 綾瀬郵便局[17]）。